# Orford (Schiff)
Die Orford war ein 1928 in Dienst gestelltes Passagierschiff der britischen Reederei Orient Steam Navigation Company, das im Passagier- und Postverkehr von Großbritannien nach Australien eingesetzt wurde. 1940 wurde das Schiff im Dienst als Truppentransporter vor Marseille von deutschen Bomben getroffen, auf Grund gesetzt und aufgegeben. 1947 wurde das Wrack in Italien verschrottet.

## Das Schiff

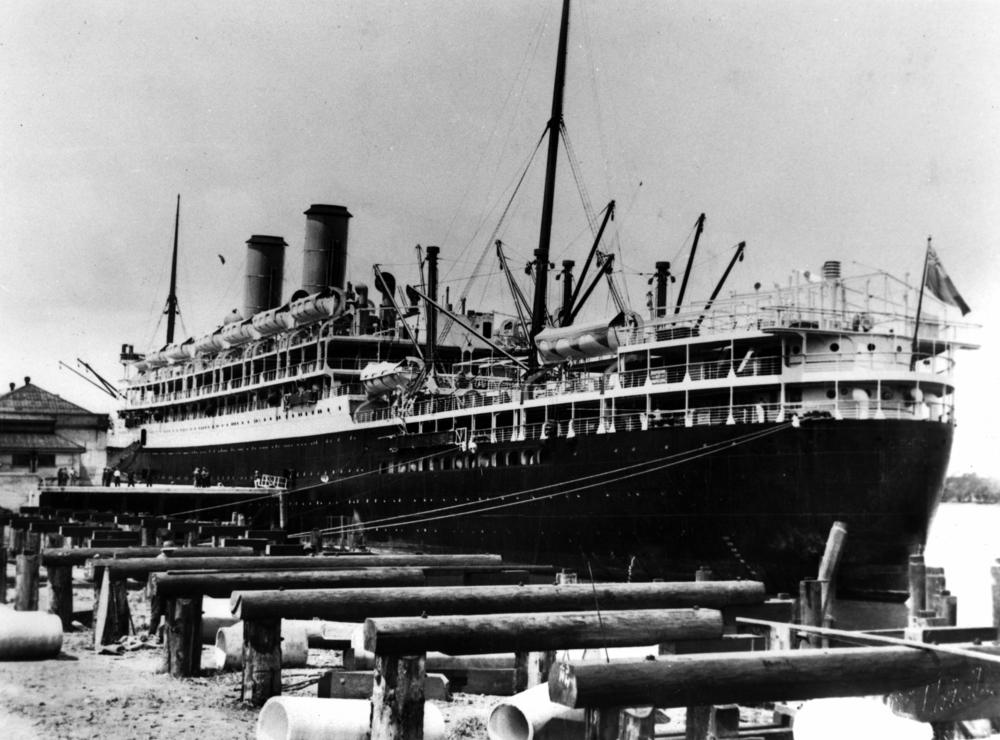
Die Orford an der Anlegestelle von Hamilton Island (ca. 1929)

Das 19.941 BRT große Dampfturbinenschiff Orford wurde auf der Werft Vickers-Armstrong in Barrow-in-Furness gebaut. Das 192,7 Meter lange und 23 Meter breite Schiff hatte zwei Schornsteine, zwei Masten und zwei Propeller. Sie wurde von zwei Dampfturbinen angetrieben, die 20.000 SHP leisteten und eine Geschwindigkeit von 18 Knoten ermöglichten. Das Schiff war für die Unterbringung von 520 Passagieren der Ersten Klasse und 1160 Passagieren der Dritten Klasse ausgelegt.
Die Orford war das vorletzte von fünf Schwesterschiffen, die alle um die 20.000 BRT maßen und in der zweiten Hälfte der 1920er in Dienst gestellt wurden. Die anderen waren die Orama (II) (1924), die Oronsay (I) (1925), die Otranto (II) (1926) und die Orontes (II) (1929). Die Orford lief am 27. September 1927 vom Stapel und wurde im März 1928 fertiggestellt. Bis Kriegsausbruch fuhr sie auf der Australienroute und wurde wie die meisten anderen Schiffe der Orient Steam Navigation Company auch gelegentlich für Kreuzfahrten eingesetzt. Im März 1932 führte die Orford die Schiffsparade anlässlich der Eröffnung der Sydney Harbour Bridge an. Auf einer Fahrt im Jahr 1934 brachte sie Donald Bradmans Cricket-Team sowie die australische Davis-Cup-Mannschaft nach Australien.
Mit Ausbruch des Zweiten Weltkriegs 1939 wurde das Schiff in einen Truppentransporter umgewandelt. Es wurde von der französischen Regierung gechartert, um französische Truppen unter anderem nach Madagaskar zu transportieren. Am 1. Juni 1940 wurde die Orford, während sie in Marseille ankerte, von deutschen Jagdbombern angegriffen und in Brand gesetzt, wobei 14 Menschen ums Leben kamen. Das Schiff ging in Flammen auf, strandete und wurde aufgegeben. Erst 1947 wurde das Wrack nach Savona geschleppt und dort verschrottet.